# Jean Sarment
Jean Sarment (de son vrai nom Jean Bellemère) est un acteur, journaliste (revue l'Echauguette) et écrivain français né à Nantes le 13 janvier 1897 et mort à Boulogne-Billancourt le 29 mars 1976.
Nommé administrateur de la Comédie-Française en juillet 1944, il ne prendra pas ses fonctions.

## Biographie
L’Académie française lui décerne le prix Paul-Hervieu en 1920 pour deux de ses pièces de théâtre, La couronne de carton et Le pêcheur d’ombres, dans lesquelles il fut également comédien.
Pendant la Seconde Guerre Mondiale, il dirige la section art dramatique du Groupe Collaboration.
Une plaque commémorative lui rend hommage 198 rue de Rivoli (1er arrondissement de Paris), où il vit de 1940 à 1976.

## Filmographie partielle
- 1934 : Léopold le bien-aimé d'Arno-Charles Brun (scénario, dialogues et interprète principal) : Léopold
- 1938 : Terre de feu de Marcel L'Herbier (scénario)
- 1939 : Terra di fuoco de Giorgio Ferroni et Marcel L'Herbier, version italienne du précédent (scénario)
- 1971 :  Au théâtre ce soir : Sur mon beau navire de Jean Sarment, mise en scène Jean-Laurent Cochet, réalisation Pierre Sabbagh, Théâtre Marigny

## Théâtre

### Auteur
- 1920 : La Couronne de carton, pièce en quatre actes et un prologue, Théâtre de l'Œuvre, mise en scène Lugné-Poe, le 4 février 1920 à Paris[2], couronnée par l'Académie française, prix Paul Hervieu 1920, reprise à la Comédie-Française le 19 mars 1934[3]
- 1921 : Le Pêcheur d'ombres, comédie, Théâtre de l'Œuvre, mise en scène Lugné-Poe, le 15 avril 1921 à Paris[2],[4]
- 1922 : Le Mariage d'Hamlet, pièce en trois actes et un prologue, créée en 1922 à Mayence, reprise à Paris au Théâtre de l'Odéon le 10 novembre 1922[2],[5]
- 1922 : Jean Jacques de Nantes, roman, Librairie Plon
- 1923 : Le Carnaval des enfants
- 1924 : Je suis trop grand pour moi, pièce en quatre actes, Comédie-Française, le 26 mars 1924 à Paris[2],[6]
- 1924 : Les Six Grimaces de Don Juan, pièce en un acte, Studio des Champs-Elysées, Paris[7]
- 1924 : L'Arlequin, livret de la comédie lyrique en cinq actes et six tableaux de Max d'Ollone, créée le 24 décembre 1924 à l'Opéra de Paris
- 1925 : Madelon, pièce en quatre actes, écrite en collaboration avec Robert Rousseau de Bauplan, Théâtre de la Porte-Saint-Martin, mise en scène Émile Bertin, le 17 mars 1925 à Paris[2],[8]
- 1925 : Les Plus beaux yeux du monde, comédie en trois actes, Théâtre du Journal, mise en scène René Collin, le 24 octobre 1925 à Paris[2],[9]
- 1926 : As-tu du cœur, comédie en trois actes, Théâtre de la Renaissance, le 3 octobre 1926 à Paris[2],[10]
- 1927 : Léopold le bien-aimé, comédie en trois actes, mise en scène Louis Jouvet, Comédie des Champs-Élysées, le 12 octobre 1927 à Paris[2],[11], reprise à la Comédie-Française le 29 septembre 1941, mise en scène Pierre Dux
- 1928 : Sur mon beau navire, comédie en trois actes, écrite en collaboration avec Robert Rousseau de Bauplan, créée au Théâtre de la Michodière le 30 novembre 1928[12]
- 1930 : Bobard, comédie en quatre actes, écrite en collaboration avec Robert Rousseau de Bauplan, Théâtre Antoine, le 9 avril 1930[13]
- 1930 :Facilité, comédie en deux actes, Théâtre Montparnasse, mise en scène Gaston Baty[14],[7]
- 1931 : Le Plancher des vaches, comédie en trois actes et quatre tableaux, créée au Théâtre de Monte-Carlo, le 21 novembre 1931[15]
- 1933 : Peau d'Espagne, comédie en quatre actes, écrite en collaboration avec Robert Rousseau de Bauplan, Théâtre de l'Athénée, le 29 mars 1933 à Paris[2],[16]
- 1934 : Le Discours des prix, pièce en trois actes et quatre tableaux, mise en scène Jacques Baumer, Théâtre Saint-Georges, le 27 septembre 1934 à Paris[2],[17]
- 1935 : Madame Quinze, pièce en trois actes et dix tableaux, Comédie-Française, 20 février 1935[18]
- 1935 : L'Impromptu de Paris, à-propos en un acte, créé le 26 octobre 1935 au Théâtre des Champs-Élysées[19]
- 1936 : Le Voyage à Biarritz, pièce en un acte, créée le 28 avril 1936 à la Comédie-Française[20], et portée à l'écran en 1963 par Gilles Grangier.
- 1936 : Beaucoup de bruit pour rien, comédie en quatre journées d'après la comédie de Shakespeare Much ado about nothing[7]
- 1937 : Othello, drame en trois parties et dix tableaux, traduit et adapté de la pièce de Shakespeare Othello, créé le 30 décembre 1937 au Théâtre de Monte-Carlo, repris à Paris le 14 mai 1938 au Théâtre de l'Odéon
- 1938 : Sur les marches du palais, comédie en trois actes, créée le 21 décembre 1938, Théâtre des Arts
- 1941 : Mamouret, pièce en trois parties et douze tableaux, mise en scène Charles Dullin, Théâtre de Paris le 11 février 1941
- 1942 : Don Carlos, adaptation de la pièce de Friedrich von Schiller, Théâtre de l'Odéon, le 11 avril 1942
- 1948 : Roméo et Juliette, traduction et adaptation en trois parties de la pièce en cinq actes de Shakespeare Roméo et Juliette
- 1951 : Nous étions trois, pièce en trois actes, créée à Nice au Palais de la Méditerranée le 22 février 1951, reprise à Paris au Théâtre de l'Athénée le 25 avril 1951[7]
- 1953 : Le Collier de jade, Comédie Wagram, le 27 janvier 1953 à Paris[2],[21]
- 1955 : Le Pavillon des enfants, pièce en deux parties et huit tableaux, mise en scène Julien Bertheau, scénographie François Ganeau, Comédie-Française, le 24 mai 1955 à Paris[2],[21]

### Comédien
- 1917 : Les Fourberies de Scapin de Molière, mise en scène Jacques Copeau, Garrick's Theatre New York
- 1917 : La Nuit des rois de William Shakespeare, mise en scène Jacques Copeau, Garrick's Theatre New York
- 1917 : La Navette d'Henry Becque, mise en scène Jacques Copeau, Garrick's Theatre New York
- 1918 : La Surprise de l'amour de Marivaux, mise en scène Jacques Copeau, Garrick's Theatre New York
- 1918 : L'Amour médecin de Molière, mise en scène Jacques Copeau, Garrick's Theatre New York
- 1918 : Les Frères Karamazov de Fiodor Dostoïevski, mise en scène Jacques Copeau, Garrick's Theatre New York
- 1918 : Blanchette d'Eugène Brieux, mise en scène Jacques Copeau, Garrick's Theatre New York
- 1918 : Le Gendre de M. Poirier d'Émile Augier et Jules Sandeau, mise en scène Jacques Copeau, Garrick's Theatre New York
- 1918 : Le Mariage de Figaro de Beaumarchais, mise en scène Jacques Copeau, Garrick's Theatre New York
- 1918 : Georgette Lemeunier de Maurice Donnay, mise en scène Jacques Copeau, Garrick's Theatre New York
- 1918 : Crainquebille d'Anatole France, mise en scène Jacques Copeau, Garrick's Theatre New York
- 1918 : Le Médecin malgré lui de Molière, mise en scène Jacques Copeau, Garrick's Theatre New York
- 1920 : La Couronne de carton de Jean Sarment, mise en scène Lugné-Poe, Théâtre de l'Œuvre
- 1921 : Le Pêcheur d'ombres de Jean Sarment, mise en scène Lugné-Poe, Théâtre de l'Œuvre
- 1921 : La Couronne de carton de Jean Sarment, Théâtre de Paris
- 1925 : Madelon de Jean Sarment, mise en scène Émile Bertin, Théâtre de la Porte-Saint-Martin
- 1923 : La Couronne de carton de Jean Sarment, Théâtre de l'Odéon
- 1927 : Léopold le bien-aimé, mise en scène Louis Jouvet, Comédie des Champs-Élysées : : l'abbé
- 1928 : Sur mon beau navire de Jean Sarment, Théâtre de la Michodière
- 1929 : Le Pêcheur d'ombres de Jean Sarment, mise en scène René Rocher, Comédie Caumartin
- 1930 : Bobard de Jean Sarment, mise en scène René Rocher, Théâtre Antoine
- 1932 : Le Plancher des vaches de Jean Sarment, Théâtre Antoine
- 1933 : Peau d'Espagne de Jean Sarment, Théâtre de l'Athénée
- 1936 : Le Voyage à Biarritz, avec André Brunot, Comédie-Française

### Autres ouvrages
- 1925 : Lettres à Corysandre, édition Albin Michel, Paris, 1925, 227 pages
- 1930 : De la flûte au tambour, éditions Librairie de France, 146 pages
- 1931 : Lord Arthur Morrow Cowley, roman, édition Charpentier Fasquelle, Paris, 245 pages
- 1948 : Le Livre d'or de Florimond, édition Aux portes du large, Nantes 1948, 254 pages
- 1950 : Charles Dullin, éditions Calmann-Lévy, collection « Masques et Visages », 152 pages, 1950
- 1964 : Poèmes, éditions de la Revue Moderne, Paris 1964, 300 pages, contenant :

1. Le cœur d'enfance ;
2. De la flûte au tambour ;
3. Reflets ;
4. Patries perdues et retrouvées.

- 1977 : Cavalcadour, éditions J. C. Simoën, 1977, 546 pages, autobiographie romancée, où l'on retrouve les « protagonistes de l'aventure d'autrefois », Michel Carassou, Jacques Vaché et le groupe de Nantes.

### Iconographie
- Jean Sarment, affiche de Paul Colin, 1930.